# Râul Apa Mare, Uz
Râul Apa Mare este un curs de apă, afluent al râului Bărzăuța. 

## Hărți
- Harta Munții Nemira  Arhivat în 14 aprilie 2010, la Wayback Machine.
- Harta județului Harghita
- Harta județului Covasna